# 松本好二
松本 好二（まつもと こうじ、1969年9月27日 - ）は、日本の元プロボクサーである。本名は松本 弘司（読みは同じ）。神奈川県横浜市出身。第41・43・45代日本フェザー級王者。第32代OPBF東洋太平洋フェザー級王者。現役時代はヨネクラボクシングジム所属、現在は大橋ボクシングジムのチームトレーナー。父・弘も元ボクサーで、東日本ウェルター級新人王を獲得している。長男の圭佑も大橋ジム所属のプロボクサーで、日本フェザー級王座とWBOアジアパシフィックフェザー級王座を獲得している。

## 来歴
横浜高校3年時、インターハイおよび海邦国体準優勝（両大会の決勝で沖縄県代表興南高校3年高橋孝治に判定負け）。卒業後、高校の同期葛西裕一と共に専修大学に進学するが、1年で中退。アマチュア通算37勝（21KO・RSC）6敗。その後、ヨネクラジムに入門し、プロ生活をスタート。
1989年6月27日、プロデビュー（5回判定勝ち）。しかしB級ボクサー賞金トーナメント決勝で竹田益朗に判定負け。1990年A級ボクサー賞金トーナメントで優勝（準決勝で福田健吾に判定勝ち）。
1991年2月18日、10戦目で日本王座初挑戦。（前年A級決勝で判定で破った）渡辺司と空位の日本フェザー級王座を争う形でのダイレクトリマッチ、7回KO勝ち。王座獲得に成功するが、6月25日には淺川誠二に10回判定負けを喫し初防衛に失敗、王座陥落した。
1992年2月11日、玉崎義和と浅川が返上した日本フェザー級王座決定戦を行い、10回判定勝ち。8ヵ月ぶりの王座返り咲きに成功した。
1992年4月25日、日本王座在位のまま世界初挑戦。敵地でWBA世界フェザー級王者朴永均（韓国）に挑んだが、11回KO負けを喫した。
世界初挑戦後は日本王座を5度防衛（5度目の防衛戦では高橋へのアマ時代の借りをTKOで返した）。
1994年1月25日、平仲信敏（元WBA世界スーパーライト級王者平仲明信の弟）と対戦し、10回判定負けを喫し6度目の防衛に失敗、王座から陥落した。
1995年3月28日、玉置厚司と平仲が返上した日本フェザー級王座決定戦を行い、10回判定勝ち。1年2ヵ月ぶりの王座返り咲きに成功した。その後、3度の防衛に成功し、1996年9月に王座返上。
1996年11月5日、OPBF東洋太平洋フェザー級王者サミュエル・デュラン（フィリピン）に挑み、8回KO勝ちを収め王座獲得に成功する。その後、世界再挑戦が決定したのを機に、1997年4月、初防衛戦を行うことなく王座返上。
1997年5月24日、世界再挑戦。敵地で1階級上のWBA世界スーパーフェザー級王者の崔龍洙(韓国）に挑むが、12回判定負けを喫した。惜しくも王座獲得はならなかったものの、周囲からは「日本でやっていれば勝っていた」という声も多く聞かれ、帰国後ほどなくして国内での世界戦に向けて再始動。
1998年9月22日、代々木第二体育館でWBA世界フェザー級王者フレディ・ノーウッド（米国）に挑むことになっていたが、王者が試合前日の計量をパスできず、試合を待たずに王座を剥奪される失態。このため、タイトル戦は王座空位の状態で行われ、松本が勝った場合のみ新王者誕生という変則ルールが採用されることになった。試合は前王者のパワフルな攻撃の前に終始劣勢。結局、10回レフェリーストップによるTKO負けを喫した。結局、この試合を最後に引退した。
引退後は高校・大学ならびにジムの先輩でもある大橋秀行が自身の地元・横浜駅周辺に開設した大橋ジムのトレーナーに転身。
川嶋勝重をWBC世界スーパーフライ級王者、八重樫東を世界3階級（WBA世界ミニマム級・WBC世界フライ級・IBF世界ライトフライ級）王者、細野悟を東洋太平洋フェザー級王者に育て上げている。川嶋が世界王座奪取を果たした2004年度には、トレーナーとして大きい実績から、プロボクシングトレーナー最高の栄誉とされる「エディ・タウンゼント賞」を受賞した。
2010年には長男の圭佑が全国U-15ジュニアボクシング大会に出場し、優秀選手に選ばれた。
2012年には自身が育てた女子ボクサーの宮尾綾香もWBA女子世界ライトミニマム級王者となった。

## 戦績
33戦26勝（15KO）6敗1分

## 獲得タイトル
- 第41代日本フェザー級王座（防衛0）
- 第43代日本フェザー級王座（防衛5）
- 第45代日本フェザー級王座（防衛3=返上）
- 第32代OPBF東洋太平洋フェザー級王座（防衛0=返上）